# MiR-34 – предшественник семейства эффекторных молекул микро-РНК (мкРНК)
Молекулы группы mir-34 microRNA представлены малыми некодирующими РНК (мкРНК), которые у млекопитающих определяют группу, состоящую из трёх зрелых форм малых интерферирующих РНК (миРНК). Изначально структура молекул, принадлежащих группе miR-34 была предсказана в результате компьютерного анализа[1] и позже подтверждена экспериментально.[2][3] Структура молекулы-предшественника миРНК представлена шпилькой, которая процессируется в цитоплазме эндонуклеазой Diser (V тип) таким образом, что зрелая форма miR-34 в виде двуцепочечной РНК вычленяется из 5' области шпильки (hairpin). Зрелая форма молекулы вида miR-34a является частью системы активности факторов, связанных с действием опухолевого ингибитора p53; в этой связи существует гипотеза, согласно которой дисрегуляция экспрессии молекул семейства miR-34 связана с развитием онкологических проявлений различной этиологии.[4][5]
Подпись к рисунку: Предсказанная вторичная структура (secondary structure) и «консервативность первичной структуры» (sequence conservation) молекул miR-34

## Семейство структур миРНК miR-34
У млекопитающих (mammals), три молекулы-предшественников miR-34 синтезируются с двух транскрипционных участков.[6] У человека предшественник формы miR-34a транскрибируется на хромосоме 1. Предшественники молекул miR-34b и miR-34c ко-транскрибируются с локуса хромосомы 11 в составе транскрипта, известного как BC021736.
Экспрессия (expression) молекул miR-34a у мышей наблюдается в большинстве типов тканей, при этом самый высокий уровень отмечен в мозгу. Формы miR-34b и -c представлены меньше везде, кроме лёгочной ткани.[6] Наличие молекул miR-34 было отмечено в эмбриональных стволовых клетках embryonic stem cells. Согласно последним данных Soni et al. активность вида miR-34 наследуется по материнской линии у дрозофилл и данио рерио.[7]

## Мишени miR-34
Yamakuchi et al. показали, что мишенью молекулы miR-34a является транскрипт гена SIRT1 (silent information regulator 1): [8]
«ингибирование молекулами miR-34 экспрессии SIRT1 приводит к накоплению ацетилированной формы белка p53, а также экспрессии p21 и PUMA, которые являются мишенями для p53, и регулируют фазы клеточного цикла и апоптоза соответственно. Более того, супрессия SIRT1 приводит к апоптозу в клетках рака прямой кишки человека, но не тех же клеток с выключенным геном p53. Кроме того, miR-34a сама является мишенью транскрипта p53, что подразумевает наличие положительной обратной связи между молекулами иРНК гена p53 и miR-34a. Таким образом, miR-34a функционирует как опухолевый супрессор, в частности как элемент взаимодействующих активностей факторов SIRT1-p53.»[8]
Используя современный подход Quantitative proteomics — SILAC удалось предсказать потенциальные мишени молекулы miR-34a на геномном уровне для клеток линии HEK293T.[9]

## Молекулы miR-34 ингибируют формирование колоний клетками рака кишечника, экспрессирующими мутантную форму белка p53, человека
В клетках рака кишечника человека, дефицитных по p53-фактору, восстановление функции молекул miR-34 ингибирует рост раковых клеток, индуцирует состояние чувствительности к препаратам химиотерапии и апоптоз, что указывает на возможность восстановления функции р53 под действием молекул. Активность молекул miR-34 приводит к ингибированию образования очагов опухоли (tumorsphere) и роста клеток, что связывают с процессом обновления (self-renewal of cancer stem cells) клеток. механизм miR-34-опосредованной супрессии процесса обновления связывают с непосредственным влиянием на экспрессию эффекторных факторов, таких, как Bcl-2, Notch и HMGA2. Всё вместе это указывает на то, что молекулы miR-34 могут участвовать в механизме, определяющем процессы обновления и дифференцировки клеток рака кишечника человека.[10][11] Кроме того, активность формы miR-34c отмечена при развитии костной ткани и раке костей.[12]

## Роль при болезни Альцгеймера
Форма miR-34a оверэкспрессируется в ЦНС больных, страдающих синдромом Альцгеймера, что подтверждено результатами патологоанатомического анализа биопсии внеклеточной жидкости, по сравнению с контрольными пробами.[13]